# United States Pentagon Police
Die United States Pentagon Police (USPPD) ist die offizielle Polizeibehörde des Verteidigungsministers der Vereinigten Staaten und eine Tochterorganisation der Pentagon Force Protection Agency (PFPA).
Die USPPD ist die wichtigste Strafverfolgungsbehörde der Pentagon Force Protection Agency. Die Aufgabe der Behörde besteht darin, Strafverfolgungs- und Sicherheitsdienste für das Pentagon bereitzustellen und andere Aktivitäten für den Verteidigungsminister in der National Capital Region bereitzustellen. Diese Dienstleistungen umfassen die Überwachung und Ermittlung von Straftaten.

## Geschichte

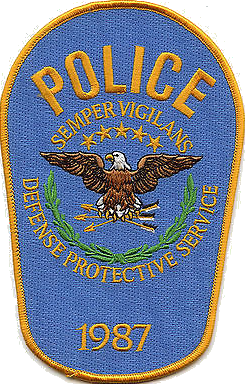
Der Patch des Defense Protective Service, der Vorgängerorganisation der Pentagon Police.

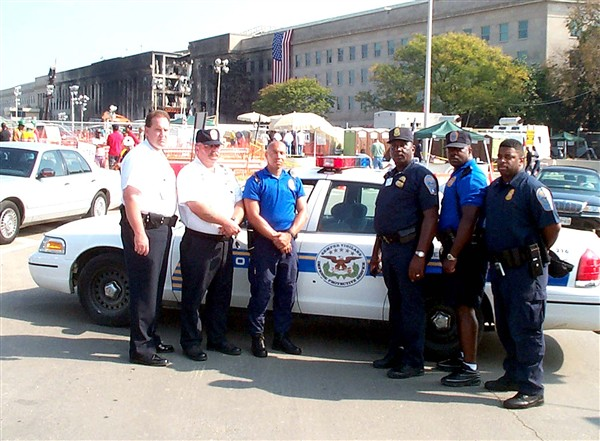
Pentagon Police Officer beim Pentagon im September 2001.

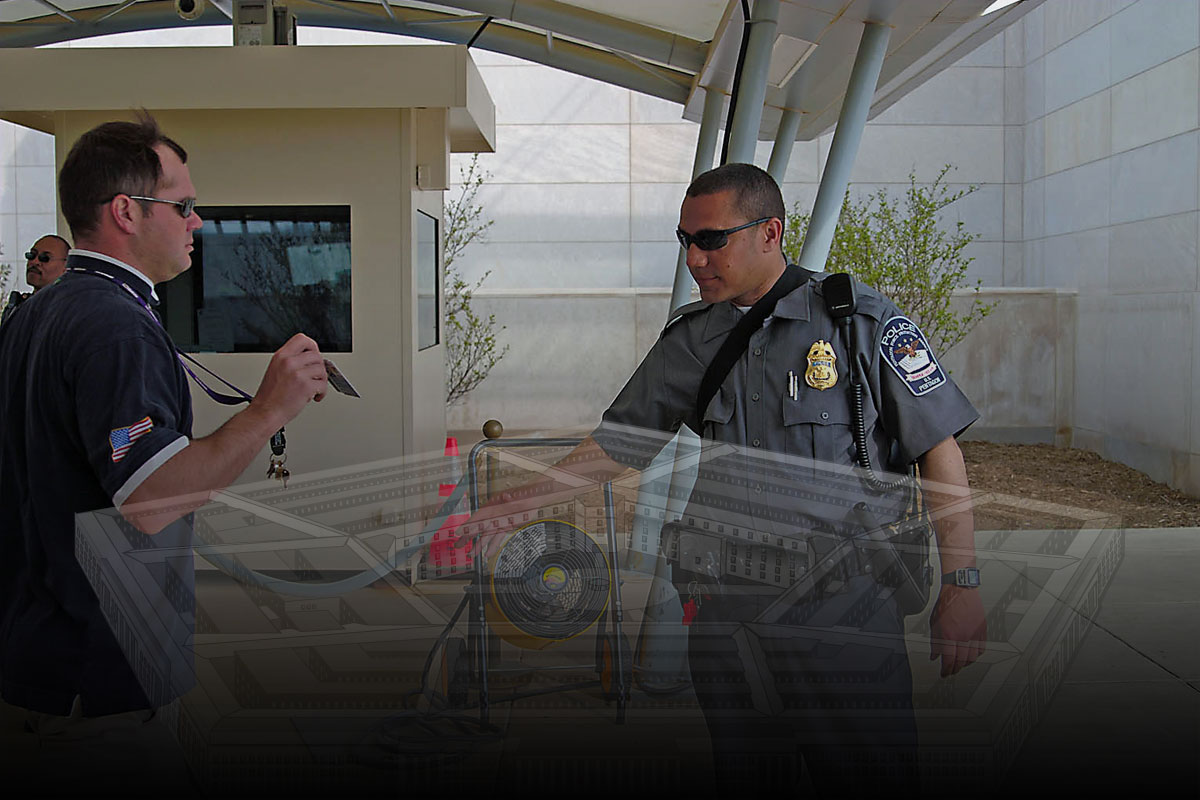
Ein USPPD-Polizist überprüft Anfang 2010 den Mitarbeiterausweis eines Mannes im Pentagon.

Bis 2002 als Defense Protective Service (DPS) bekannt, hat die US-Pentagon-Polizei die ausschließliche Zuständigkeit innerhalb des Pentagons und ist gleichzeitig mit anderen Strafverfolgungsbehörden (Bundes-, Landes- und Kommunalbehörden) in einem Gebiet von etwa 275 Acres (1,11 Morgen) rund um die Anlage zuständig. US-Pentagon-Polizeibeamte sind auch für gemietete Objekte des Verteidigungsministeriums in der gesamten National Capital Region und beim US-Militärberufungsgericht in Washington (DC) zuständig. Darüber hinaus sind sie mit dem Schutz verschiedener leitender Beamter des Verteidigungsministeriums beauftragt. Durch ein Memorandum of Understanding (MOU) mit dem Arlington County verfügt die US-Pentagon-Polizei auch über eine bedingte Polizeibefugnis im gesamten Arlington County.

## Rekrutierung
Offiziere und Agenten der USPPD sind vereidigte Bundesbeamte, die gemäß Titel 10 §2674 des United States Code ernannt wurden. Sie werden im Federal Law Enforcement Training Center in Glynco, Georgia ausgebildet.
Die USPPD verfügt über eine Reihe von Spezialeinheiten, darunter das Emergency Response Team, K-9, Mobile Patrol, Protective Services Unit, Criminal Investigation, die Training Division, die Evidence and Court Liaison sowie die Recruiting Division. Bis zum April 2015 bestand außerdem eine Motorradeinheit.

## Einheiten

### U.S. Pentagon Police Criminal Investigations & Internal Affairs Directorate
Die PPD-Abteilung für Kriminalpolizei und innere Angelegenheiten (CI / IAD) hat die Aufgabe, Straftaten innerhalb des Pentagons und bestimmter anderer ausgewiesener DoD-Gebäude zu untersuchen, die sich im Besitz der US-Regierung befinden und in der National Capital Region (NCR) angemietet sind. Das CI/IAD ist der Ermittlungsarm der PPD und als solcher dafür verantwortlich, auf Straftaten, die im genannten Verantwortungsbereich begangen wurden, zu reagieren und diese hauptsächlich zu untersuchen.

### U.S. Pentagon Police Canine Directorate
Die Police Canine Division (K-9) ist die Sprengstoffdetektionseinheit in und um das Gebiet von Washington DC. Die Abteilung K-9 ist in mehrere Teams gegliedert, die sowohl proaktive als auch reaktive Strafverfolgungsfunktionen bereitstellen, um ein sicheres Arbeitsumfeld im Pentagon-Reservat und den damit verbundenen Gebieten zu gewährleisten.

## Gefallene Polizisten
Seit der Einrichtung der Pentagon-Polizei der Vereinigten Staaten ist ein Beamter im Dienst gestorben.
| Polizist                               | Todesdatum               | Details         |
| -------------------------------------- | ------------------------ | --------------- |
| Police Officer James Melvin Feltis III | Montag, 14. Februar 2005 | Fahrzeugangriff |